# 鬼野飘拂草
鬼野飘拂草（学名：Fimbristylis thomsonii），又名西南飘拂草，为莎草科飘拂草属下的一个种。該物種為多年生植物，分佈於中華民國台灣中低海拔草生坡地。

## 扩展阅读
- 維基物種上的相關：鬼野飘拂草